# أندريه شيبرد
أندريه شيبرد (بالإنجليزية: André Shepherd)، هو عسكري في الجيش الأمريكي، قدّم طلب لجوء في ألمانيا في 26 نوفمبر 2008. يُعدّ أول جندي من قدامى المحاربين في حرب العراق يسعى للحصول على وضع لاجئ في أوروبا، كما أنه ثاني جندي أمريكي فقط يقدّم طلب لجوء في ألمانيا.
في 7 فبراير 2009، حصل أندريه شيبرد على جائزة السلام "السلام من خلال القناعة" التي تمنحها لجنة السلام الأمريكية في ميونيخ، وقد تم تقديم الجائزة ضمن فعاليات الاحتجاج ضد مؤتمر ميونيخ للأمن. وفي عام 2010، منحت صحيفة دي تاغز تسايتونغ الوطنية أندريه جائزة بانتر (taz Panter). كما حصل في عام 2015 على جائزة حقوق الإنسان من منظمة Pro Asyl.

كما تناولت مجلة غرينبيس الألمانية في عدد فبراير 2009 هذا الملف الخاص بطلب اللجوء.